# Willem Frederik van Royen
Willem Frederik van Royen (* um 1645 in Haarlem; † 1723 in Berlin) war ein niederländischer Maler.

## Leben
Van Royen wurde wahrscheinlich in Haarlem geboren. Er war von etwa 1661 bis 1668 ein Schüler von Arnold van Ravesteyn, der in Den Haag als Porträt- und Historienmaler wirkte. Möglicherweise war er auch ein Schüler Melchior de Hondecoeters, da er, ähnlich wie dieser, Stillleben und Blumen malte, während solche Bilder von Ravesteyn nicht bekannt sind. Diese Annahme basiert auf einer Erwähnung aus der Biografie de Hondecoeters in der ein van Royen als Lehrling benannt wird. Van Royen ging 1669 nach Berlin, wo er als Nachfolger des Blumenmalers Adriaen van der Spelt, der in die Niederlande zurückkehrte, Hofmaler des Kurfürsten Friedrich Wilhelm wurde. Für seine Dienste erhielt er eine kostenlose Unterkunft sowie ein Jahresgehalt von 300 Reichsthalern. 1679 wurde sein Gehalt um 200 Taler angehoben, dafür entfielen zuvor gewährte Sachleistungen. Nach Friedrich Wilhelms Tod arbeitete er für dessen Nachfolger den Kurfürsten Friedrich III, ab 1701 als Friedrich I. König von Preußen, weshalb er 1689 er nach Potsdam umzog. Er wurde im Jahre 1698 Professor und Rektor an der von Friedrich III und Augustin Terwesten im Jahre 1696 gegründeten Berliner Akademie der Künste.
Er sollte nicht mit dem Maler und Zeichner in Amsterdam Willem van Royen (1672–1742) verwechselt werden, der meist Vögel malte.

## Werke (Auswahl)
Auf dem Gemälde Menagerie des Kurfürsten Friedrich III. aus dem Jahr 1697/98 sind neben zwei seltenen gefleckten Axishirschen, zwei fremdartige Kasuare, eine Schneeeule, ein kleinerer Vogel sowie eine schwarze Ente oder Gans zu sehen. Zudem malte van Royen Kuriositäten wie die anthropomorphe Karotte, die im Juli 1699 auf einem Markt in Berlin gekauft wurde sowie weitere Stillleben.

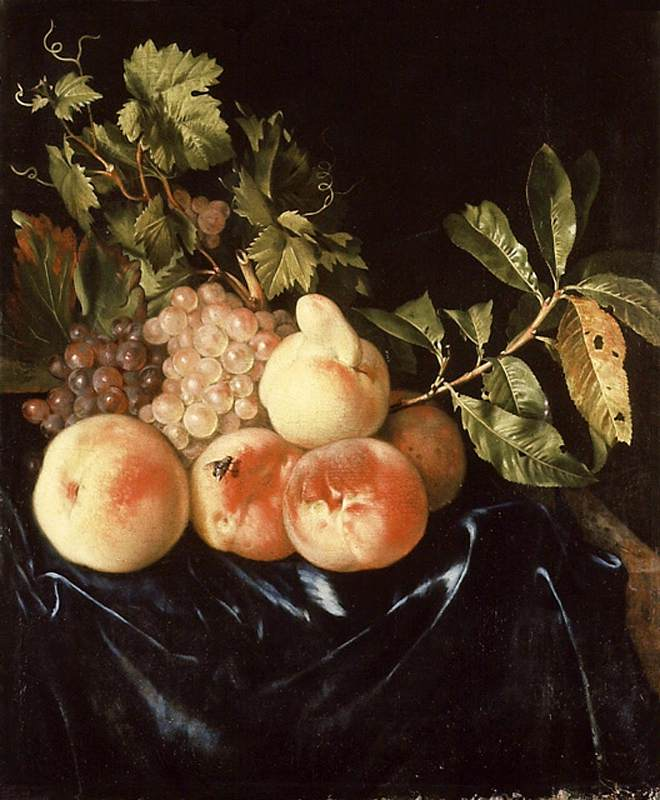
Stillleben mit Pfirsichen und Weintrauben, 1705, Ashmolean Museum
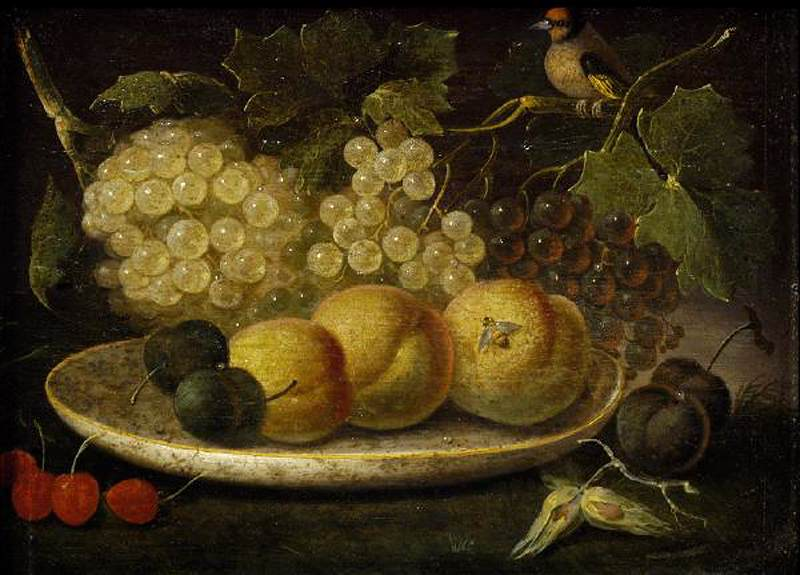
Stillleben, Christchurch Art Gallery
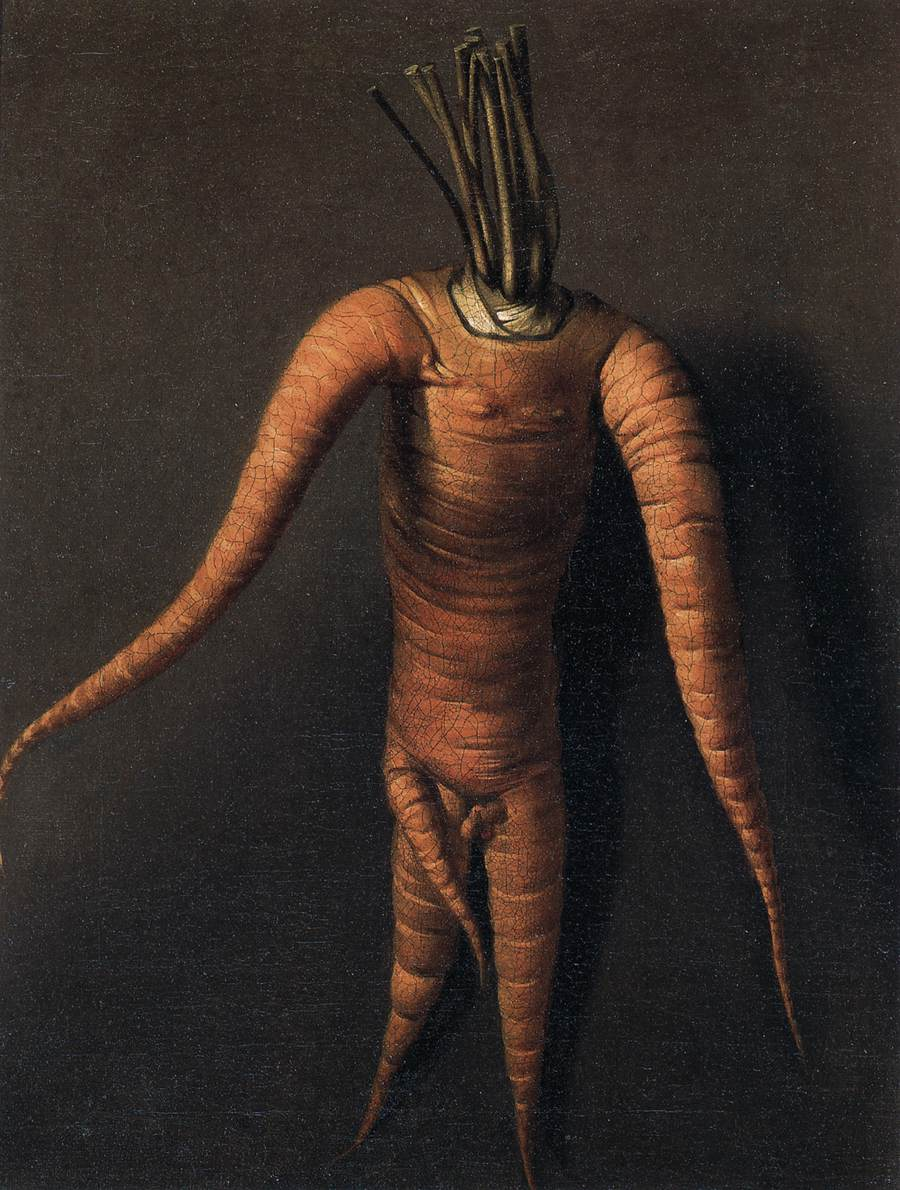
Anthropomorphe Karotte, 1699
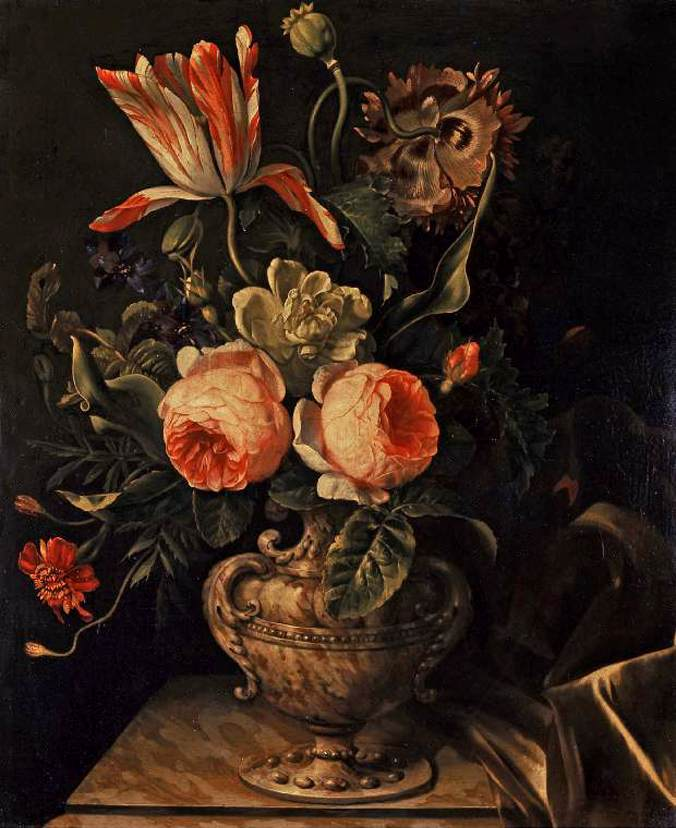
Blumenvase, Fitzwilliam Museum
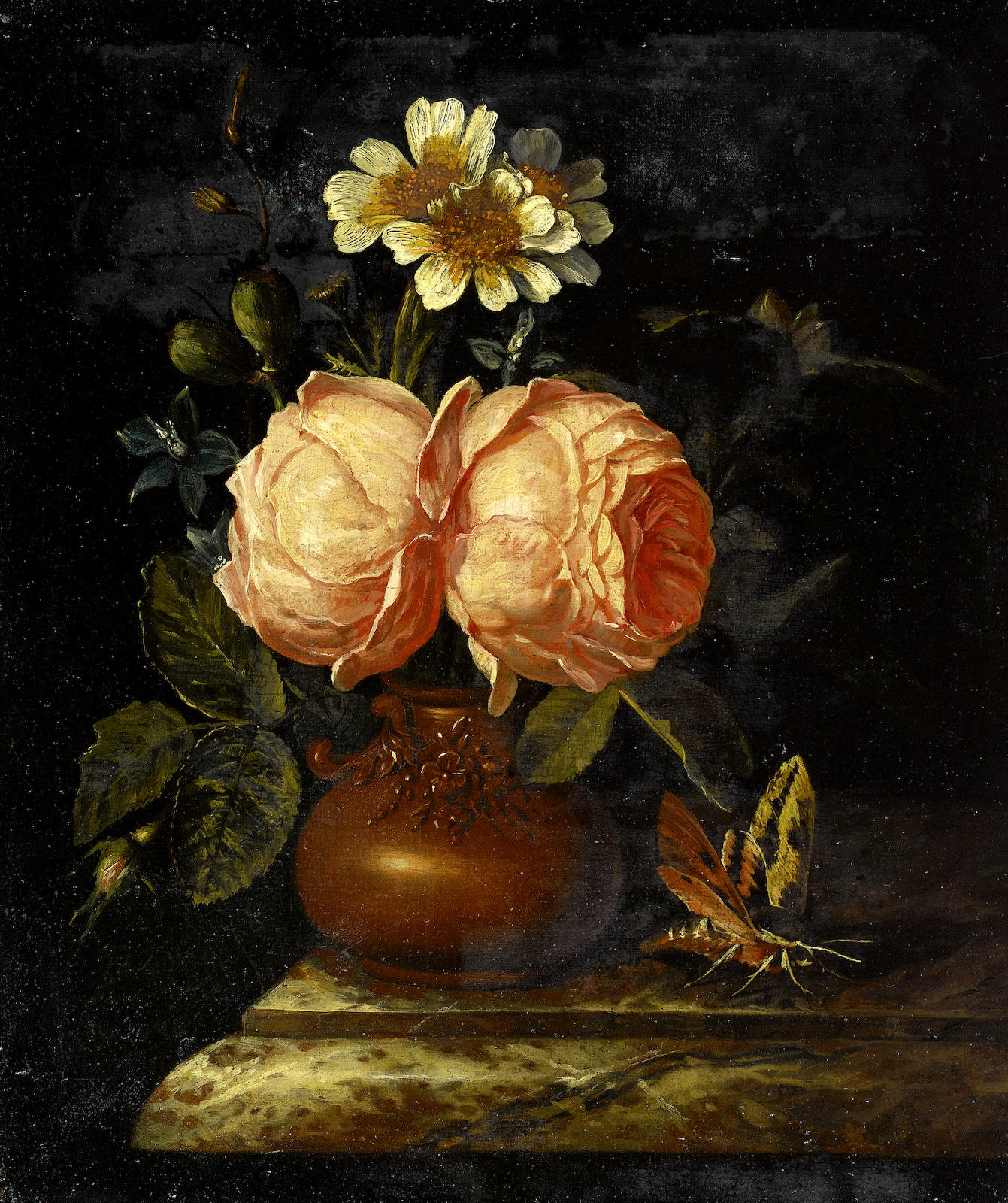
Blumenstillleben mit Wolfsmilchschwärmer, 1706, Stiftung Stadtmuseum Berlin
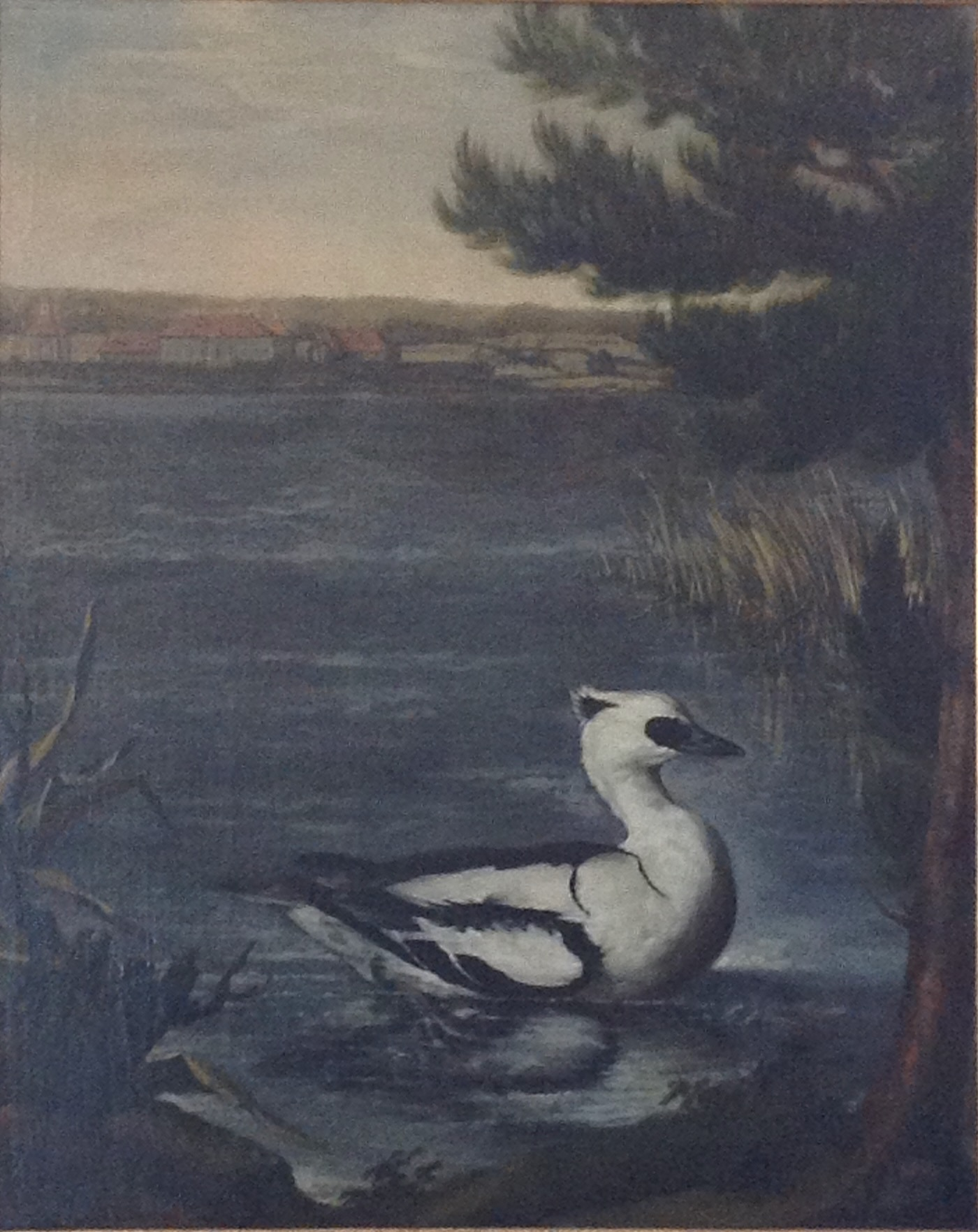
Zwergsäger   auf der Havel vor Caputh, ca. 1685, Schloss Caputh
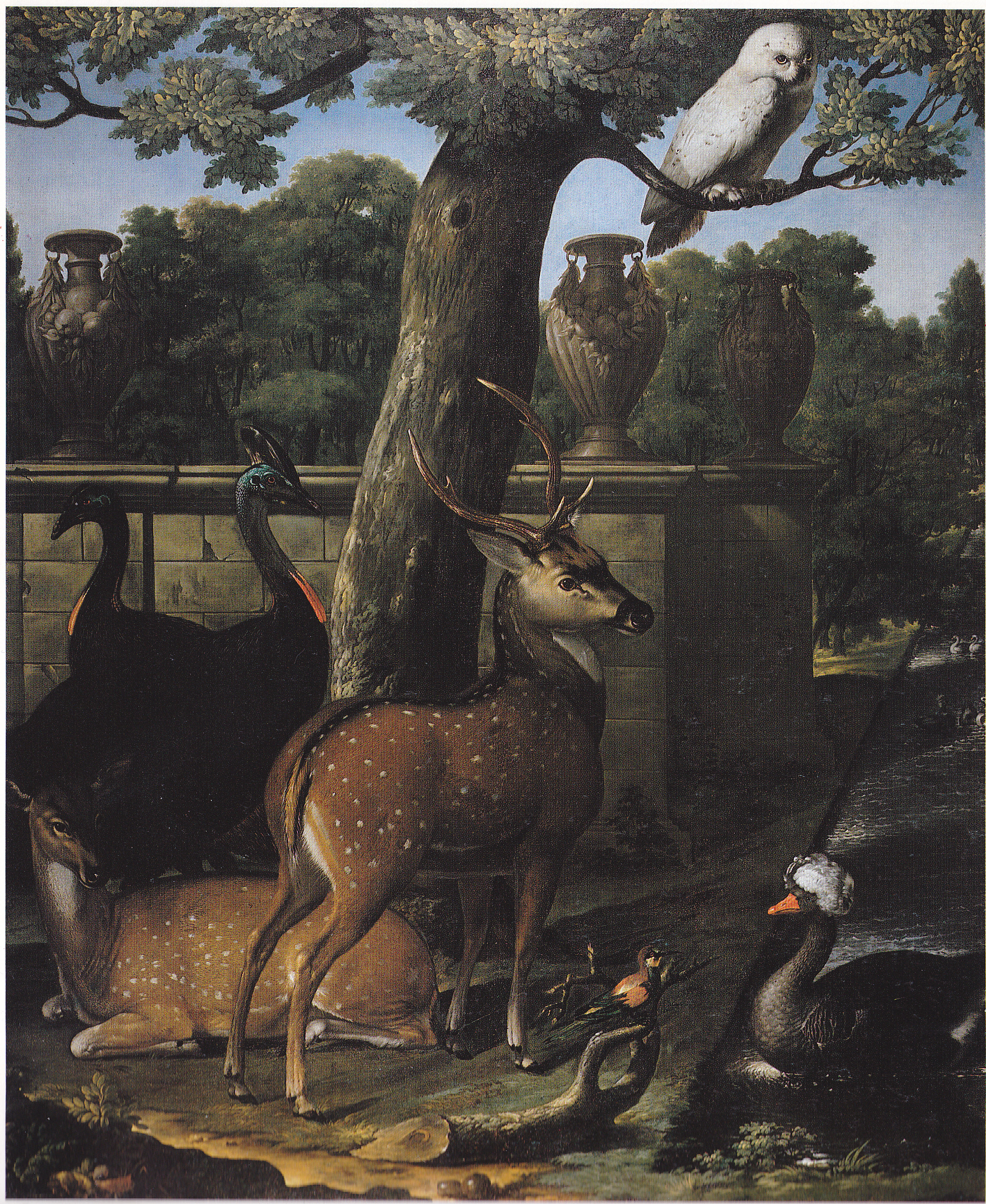
Menagerie des Kurfürsten Friedrich III., 1697 Schloss Caputh